# Homosexualitat en el manga i l'anime

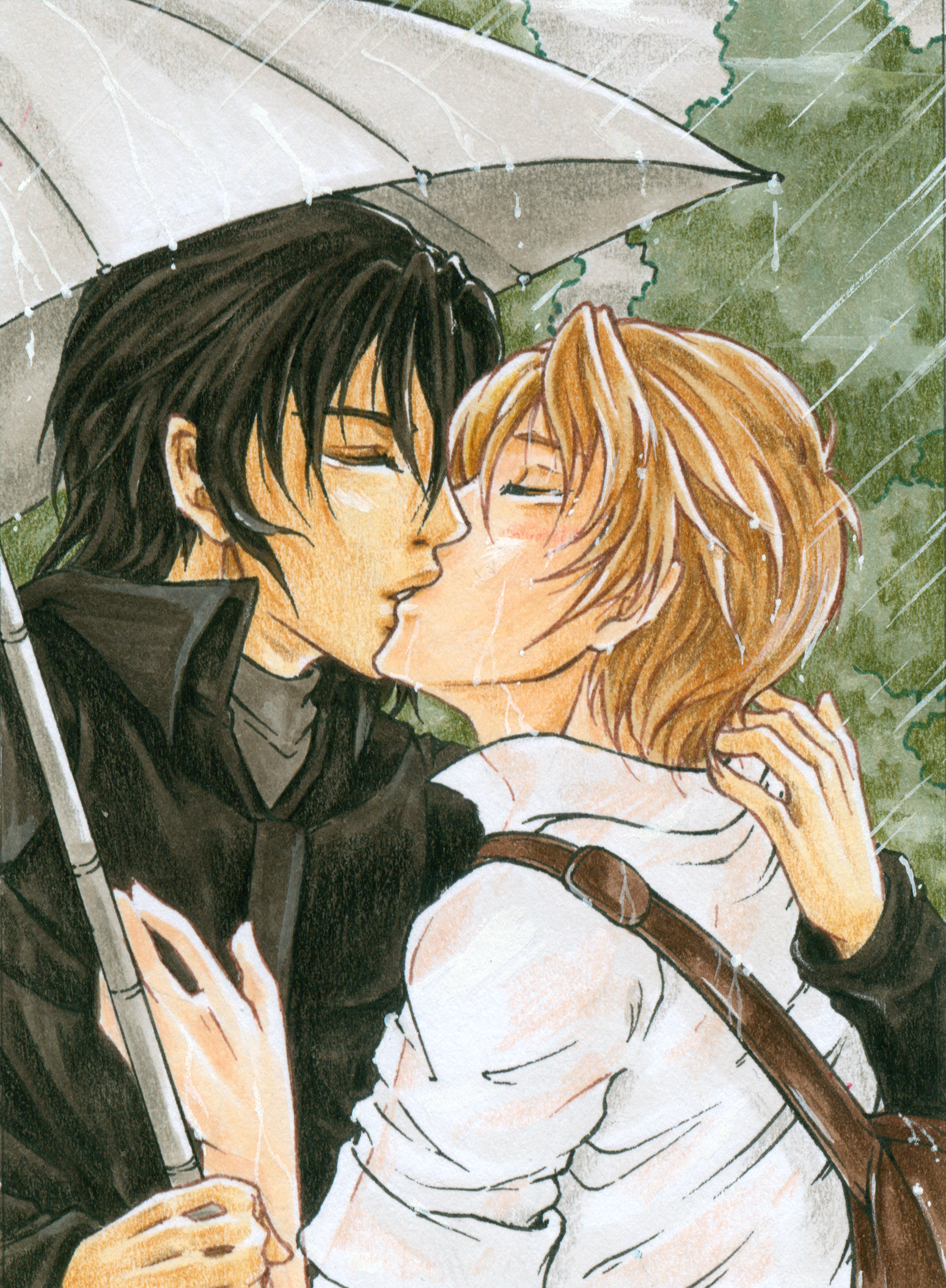
El gènere shonen-ai tracta les relacions afectives entre nois.

L'homosexualitat s'ha tractat en el manga i l'anime des de fa molts anys al Japó. El tractament brindat per la cultura japonesa als gèneres i les relacions entre aquests, ha pres diversos cursos a través del darrer mil·lenni, i tant el manga com l'anime reflecteixen aquests canvis. Molts mangues i animes tenen contingut homosexual entre homes; estan dirigits principalment a dones i es poden adquirir generalment en les llibreries al Japó. El contingut homosexual entre dones també existeix, però es troba molt menys publicitat.
El terme que es fa servir de manera genèrica és "yaoi", un acrònim de la frase "Yama nashi, ochi nashi, imi nashi", que significa "sense clímax, sense resolució, sense sentit". Avui en dia, al Japó s'utilitza el terme "yaoi" puntualment per a escenes de sexe en manga o doujinshi de contingut homosexual masculí, mentre que a l'occident, la paraula s'associa a una història que inclou una relació sentimental d'aquestes característiques i es lliga automàticament amb el Japó, sigui manga comercial, anime, jocs, fanfictions basats en jocs slash, fan art, etc.
June es refereix a arguments que contenen drama i romanç homosexual entre personatges (homes) adults. "BL" ("Boys' Love", "Amor de nois") es refereix a històries que contenen a personatges més joves o romanços menys dramàtics i més lleugers (com a alternativa a aquelles històries que tenen major contingut sexual). Des dels començaments d'aquest gènere en els anys '70, han contingut "escenes de llit" (beddo shiinu), on el sexe homosexual era implícit i les autores van començar a ser més audaces en la seva representació, no solament en l'atracció homoerótica sinó en el fet sexual consumat. Sandra Buckley apunta que en cert moment, durant el període de 1970, els còmics per a noies van ser el terreny de prova per a desafiar les lleis de censura, i les escenes de sexe eren de caràcter homosexual, no heterosexual. A Tando, Judith Butler comenta que part de la raó del perquè del plaer i de la fascinació generats en una actuació transvestida es troba en el reconeixement d'una contingència radical en la relació entre sexe i gènere dins de l'avorriment de les configuracions culturals de les unitats causals, que són generalment assumides com a naturals i necessàries.
Dins de les grans columnes demogràfiques de fans a Amèrica del Nord i Europa, aquesta terminologia està més o menys condensada el els termes "yaoi" i "shōnen-ai". Yaoi és el terme usat per a referir-se a descripcions gràfiques de sexe homosexual i/o drama de temes adults, mentre que shōnen-ai es fa servir per a referir-se a situacions romàntiques amb personatges més joves. Cal destacar que el shōnen-ai està dirigit més cap a les dones joves que cap als homes homosexuals, i s'ha suggerit que el seu èxit entre elles es deu a la idealització d'una relació equitativa entre tots dos membres de la parella (perquè existeix una forta divisió de rols de gènere al Japó).
Gei-comi ("gay-comics") són còmics de caràcter homosexual dirigits a homes homosexuals. Mentre que en els còmics yaoi generalment es designa a un dels membres de la parella un rol femení, en el gei-comi tots dos es descriuen masculinament i en una relació d'iguals.

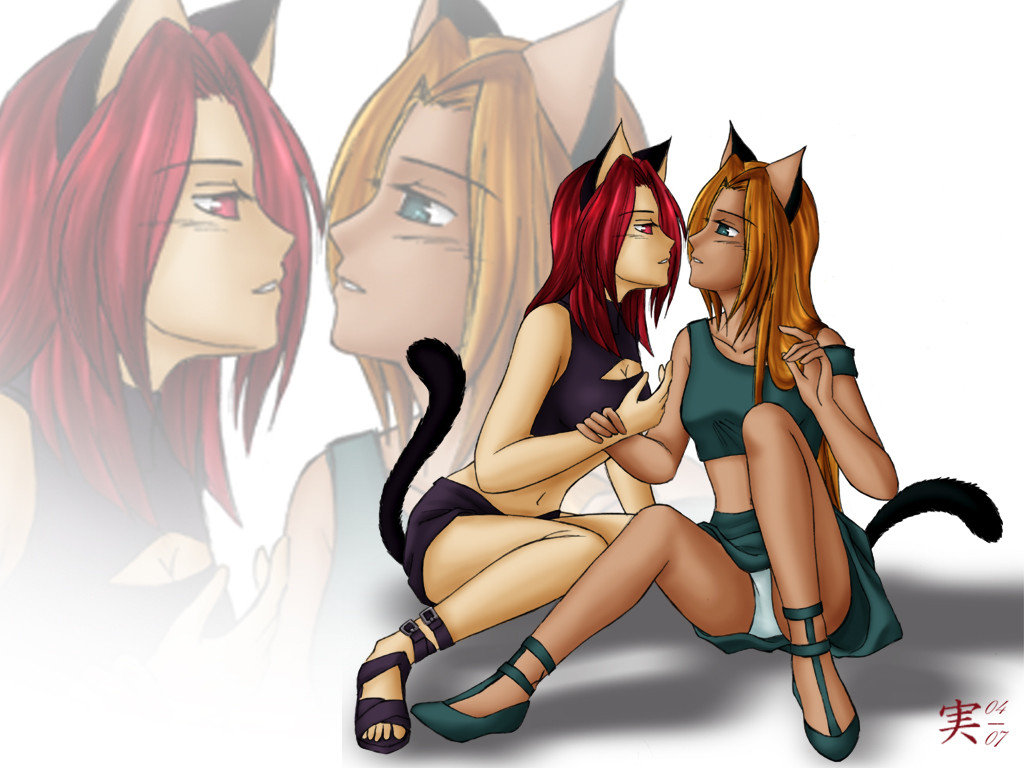
Les relacions lèsbiques són l'element característic del gènere yuri.

El contingut lèsbic es troba menys publicitat, però existeix i és conegut com "yuri". Aquest és un terme molt més ampli que yaoi, possiblement a causa de la distribució d'aquest. De totes maneres, els fans americans i europeus tendeixen a usar yuri en referència a les històries lèsbiques amb escenes gràfiques de sexe, i categoritzen les purament romàntiques com shōjo-ai. Això sovint crea confusió, ja que al Japó el terme shōjo-ai no implica contingut lèsbic sino que s'usa per a descriure històries amb sexe explícit entre homes adults i nenes menors d'edat.
Una altra paraula que s'ha fet recentment popular al Japó és l'equivalent a yuri, "GL" (la qual cosa es tradueix com "Girls' Love", o "Amor de Noies", òbviament inspirada en "Boys' Love", o "Amor de Nois"). Va ser a principis de 1970 quan va començar a sorgir aquest tipus de manga, sent el primer de tots Shiroi Heya no Futari (1971) de Yamagishi Ryohko, una història sobre una estudiant que comparteix habitació en un internat al costat d'una estudiant "rebel", i com eventualment s'enamoren. En 1972 apareixeria La Rosa de Versalles i, a poc a poc, el gènere es va consolidar.